# Hugo Vaca Narvaja
Miguel Hugo Vaca Narvaja Morra (Córdoba, 5 de julio de 1915 - íd., julio de 1976) fue un abogado y político argentino, que fue ministro del Interior de su país durante los últimos días de la presidencia de Arturo Frondizi. Fue asesinado durante la última dictadura militar argentina.

## Biografía
A los 21 años fue secretario de la Cámara de Diputados de la Provincia de Córdoba.
Fue fundador de la Unión Cívica Radical Intransigente y, tras la caída del gobierno de Arturo Frondizi, líder de ese partido. Fue profesor en la Universidad Nacional de Córdoba y en el Colegio Nacional de Monserrat.
Durante la presidencia de Arturo Frondizi fue presidente del Banco de la Provincia de Córdoba, y posteriormente ministro de Hacienda y de Gobierno, sucesivamente, del gobernador Arturo Zanichelli.
Tras las elecciones de febrero de 1962 se produjo una crisis en el gobierno de Frondizi, ya que ni este ni las Fuerzas Armadas argentinas estaban dispuestos a reconocer las victorias del peronismo, pero diferían en cuanto a las formas. El Ministro del Interior Alfredo Roque Vítolo, que había dirigido las elecciones y había rechazado la posibilidad de una victoria peronista, presentó su renuncia, siendo reemplazado por Vaca Narvaja. No obstante, este duró en su cargo solamente diez días, hasta la deposición de Frondizi.
En 1963 fue candidato a gobernador de la provincia de Córdoba por la Unión Cívica Radical Intransigente, siendo derrotado por el candidato de la Unión Cívica Radical del Pueblo, Justo Páez Molina. Tras este último fracaso político vivió retirado en su casa en Córdoba y vivía de una pensión.
En cambio, sus hijos se enrolaron en distintas corrientes de la izquierda peronista. El más destacado de éstos fue Fernando Vaca Narvaja, miembro fundador y dirigente de la organización guerrillera Montoneros.
Fue secuestrado de su casa en Córdoba el en febrero de 1976. A fines de julio de ese mismo año, su cadáver apareció decapitado en el barrio Alta Córdoba; su cabeza apareció tirada en una bolsa de nylon. Pocos días después su hijo Miguel, que permanecía detenido en los Tribunales de Córdoba, fue sacado a la fuerza de su celda y asesinado junto a otros dos prisioneros.